# Майлз, Сильвия
Сильвия Майлз (англ. Sylvia Miles, урождённая Сильвия Рубен Ли (англ. Sylvia Reuben Lee), 9 сентября 1924 — 12 июня 2019) — американская актриса.

## Биография
Сильвия Рубен Ли родилась в Нью-Йорке в семье производителя мебели.Она была второй дочерью еврейских родителей, Белль (урожденной Фельдман) и Рубена Шейнвальда, мебельщика.  Окончила Актёрскую студию. Её актёрский дебют состоялся в 1960 году на телевидении в «Шоу Дика Ван Дайка». В дальнейшем она исполнила множество небольших ролей в различных телесериалах, прежде чем в 1969 году привлекла к себе внимание критиков и публики после роли Касс, первой клиентки Джо Бака в Нью-Йорке, в драме «Полуночный ковбой». Эта роль принесла актрисе популярность и номинацию на «Оскар» за лучшую женскую роль второго плана, хотя роль Касс занимала лишь около шести минут экранного времени фильма. Следующей успешной ролью Сильвии Майлз стала Джесси Флориан в нео-нуаре «Прощай, моя красавица», за которую она получила вторую аналогичную номинацию на премию Американской киноакадемии.
В 1980-х актриса запомнилась появлениями в фильмах «Смертельная забава», в котором ей досталась роль прорицательницы Зены, «Зло под солнцем», где сыграла бродвейского продюсера Майру Гарднер, «Критическое состояние» по роли Мэгги Лессер, и «Уолл-стрит», где у неё была роль агента по недвижимости.
В 2000-х Майлз появилась в телесериалах «Жизнь на Марсе» и «Секс в большом городе», а также фильмах «Горшочек удачи» (2002), «Сказки стриптиз-клуба» (2007) и «Уолл-стрит: Деньги не спят» (2010), где вновь исполнила роль риелтора.
За годы своей карьеры Майлз стала культовой фигурой в богемном мире, во многом из-за своих связей с авангардистами Энди Уорхолом и Полом Моррисси, а также за необычный внешний вид, который с годами становился всё более экстравагантным. Свою склонность к эксцентричным формам поведения она продемонстрировала в 1973 году в одном из ресторанов Нью-Йорка, где публично запустила тарелку со спагетти с томатным соусом в критика Джона Саймона за его резкое высказывание о её образе.